# Neuweiler (Schillingsfürst)
Neuweiler ist ein Gemeindeteil der Stadt Schillingsfürst im Landkreis Ansbach (Mittelfranken, Bayern). Neuweiler liegt in der Gemarkung Faulenberg.

## Geografie
Das Dorf liegt am Klingengraben, einem höheren Zufluss des Wohnbachs, der ein rechter Zufluss der Tauber ist. 0,5 km nordöstlich des Ortes liegt der Effnerwald, 1 km nördlich die Kohlplatte, 1 km südlich der Vordere Grasbühl.
Die Kreisstraße AN 7 führt nach Faulenberg (1 km westlich) bzw. am Sengelhof vorbei nach Schönbronn zur Staatsstraße 2249 (2,2 km nordöstlich). Gemeindeverbindungsstraßen führen nach Gaishof (1 km östlich) und nach Wohnbach (1,2 km südlich).

## Geschichte
Im 16-Punkte-Bericht des brandenburg-ansbachischen Oberamts Colmberg aus dem Jahr 1681 wurden für Neuweiler 8 Mannschaften verzeichnet, die alle die Reichsstadt Rothenburg als Grundherrn hatten. Das Hochgericht übte das Vogtamt Colmberg aus, was allerdings von Hohenlohe-Schillingsfürst strittig gemacht wurde. 1710 wurde Neuweiler durch Vertrag an Hohenlohe-Schillingsfürst abgetreten.
Gegen Ende des 18. Jahrhunderts gab es im Ort neun Gemeinderechte, die alle der Reichsstadt Rothenburg vogtbar waren.
Mit dem Gemeindeedikt (frühes 19. Jahrhundert) wurde der Neuweiler dem Steuerdistrikt Bellershausen und der Ruralgemeinde Faulenberg zugeordnet. Im Zuge der Gebietsreform in Bayern wurde Neuweiler am 1. Januar 1977 nach Schillingsfürst eingemeindet.

### Einwohnerentwicklung
| Jahr      | 001818 | 001840 | 001861 | 001871 | 001885 | 001900 | 001925 | 001950 | 001961 | 001970 | 001987 | 002024 |
| Einwohner | 64     | 69     | 67     | 54     | 59     | 61     | 73     | 83     | 61     | 55     | 56     | 54     |
| Häuser    | 10     | 12     |        |        | 12     | 12     | 11     | 14     | 12     |        | 16     |        |
| Quelle    | [ 9 ]  | [ 10 ] | [ 11 ] | [ 12 ] | [ 13 ] | [ 14 ] | [ 15 ] | [ 16 ] | [ 17 ] | [ 18 ] | [ 1 ]  |        |

## Religion
Der Ort ist seit der Reformation evangelisch-lutherisch geprägt und bis heute nach St. Bartholomäus (Diebach) gepfarrt. Die Einwohner römisch-katholischer Konfession sind nach St. Laurentius (Bellershausen) gepfarrt.